# Mîklași, Bilohirea
Mîklași (în ucraineană Миклаші) este o comună în raionul Bilohirea, regiunea Hmelnîțkîi, Ucraina, formată numai din satul de reședință.

## Demografie
Componența lingvistică a comunei Mîklași
     Ucraineană (99,81%)
     Alte limbi (0,19%)
Conform recensământului din 2001, majoritatea populației comunei Mîklași era vorbitoare de ucraineană (99,81%), existând în minoritate și vorbitori de alte limbi.